# Nelson Spencer
Pour les articles homonymes, voir Spencer.
Nelson Charles Spencer (7 décembre 1876–30 septembre 1943) est un homme politique canadien de l'Alberta et de la Colombie-Britannique. Il est député provincial conservateur de la circonscription albertaine de Medecine Hat de 1913 à 1921, ainsi que député conservateur de la circonscription britanno-colombienne de Vancouver City de 1928 à 1933.

## Biographie
Né dans le comté d'York au Nouveau-Brunswick, Spencer grandit à Bloomfield Ridge dans la paroisse de Stanley,.
D'allégeance conservatrice, il est un orangiste et en 1910 il s'inscrit à la  Loyal Orange Lodge No.1561 de Carnduff en Saskatchewan et y sert comme chef du comté. Il est plus tard transféré à la L.O.L. 1549 de Medicine Hat.
Spence débute en politique en servant comme maire de Medicine Hat de 1912 à 1914.
Élu député provincial albertain lors de l'élection de 1913, il défait par seulement 10 votes, Charles Mitchell (en), seul ministre libéral défait lors de cette élection.
Spencer conserve son siège lors de l'élection de 1917 en raison de l'article 38 de la loi électorale qui mentionnait qu'un député sortant engagé dans les Forces canadiennes était automatiquement réélu. Il ne se représente pas pour l'élection de 1921.
Durant la Première Guerre mondiale, il sert comme lieutenant-colonel du Corps expéditionnaire canadien. Engagé dans le 21e Alberta Hussars (en), Spencer se voit confier le commandement du nouveau 175e (Medicine Hat) Bataillon (en). Ce bataillon sera par la suite dissout afin de renforcer d'autres unités. Il commande le 31e Bataillon (Alberta) (en) d'octobre à décembre 1918. Il est récompensé de l'Ordre du Service distingué et, après la guerre, devient officier de la milice du Régiment Alberta (en) à Medicine Hat.
Candidat conservateur pour siégé à la Chambre des communes du Canada lors d'une élection partielle en 1921 à Medicine Hat suivant la mort du député Arthur Lewis Sifton, il est défait par Robert Gardiner (en).
Après sa défaite, Spencer s'installe en Colombie-Britannique et sert comme député provincial à l'Assemblée législative de la Colombie-Britannique pendant un mandat. Il se présente comme candidat indépendant à la mairie de Vancouver, il avait initialement tenté de briguer l'investiture de la Non-Partisan Association (en), Spencer est défait par George Clark Miller.
Spencer meurt à Vancouver en septembre 1943 à l'âge de 66 ans.